# Heinrich von Schönberg
Heinrich von Schönberg (* 1549 in Purschenstein; † 25. Oktober 1616 in Frauenstein) war ein kurfürstlich-sächsischer Rat und Amtshauptmann sowie Rittergutsbesitzer.

## Leben

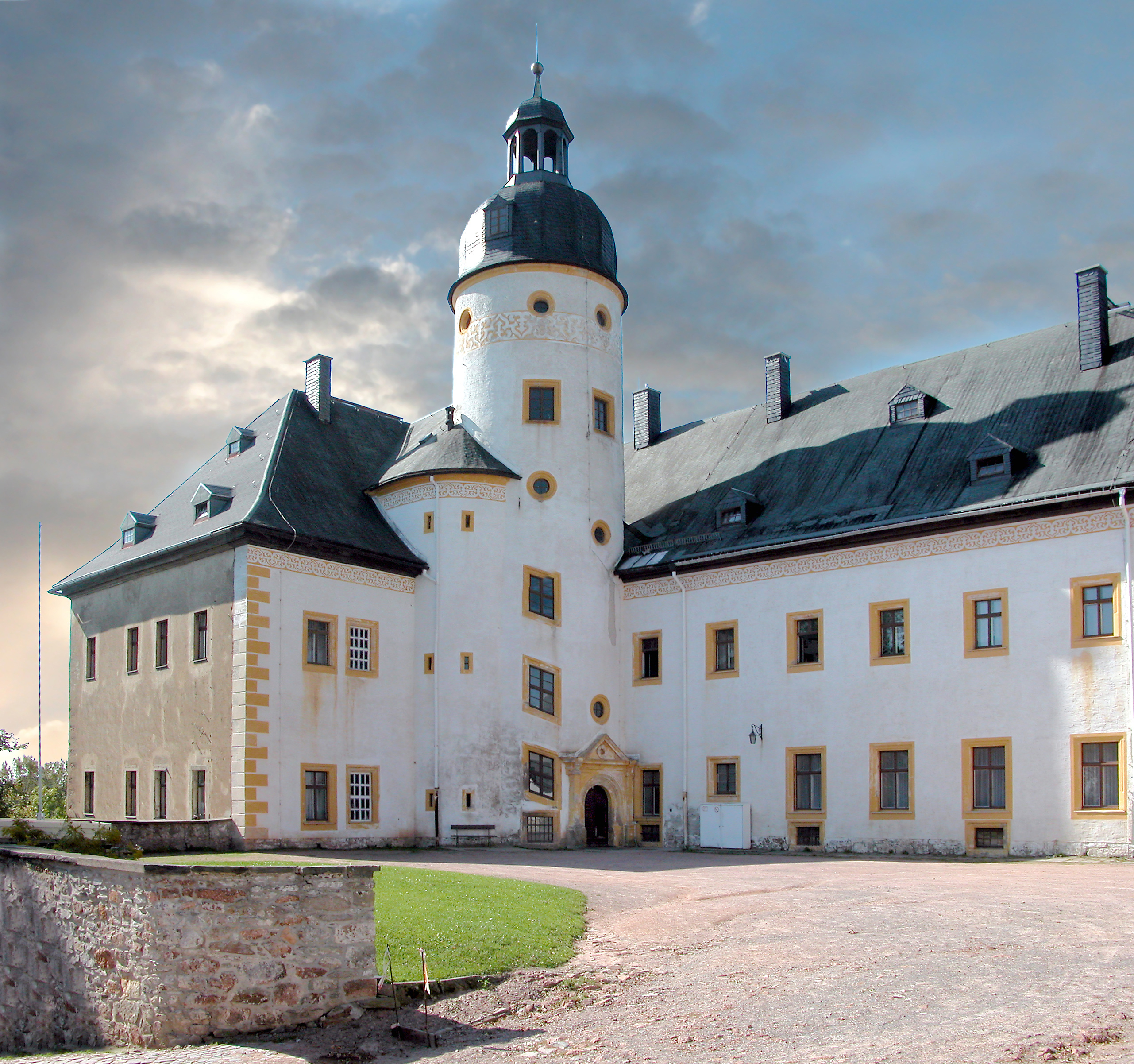
Schloss Frauenstein

Er stammte aus der sächsischen Adelsfamilie von Schönberg und kam auf dem Schloss Purschenstein zur Welt, wo eine Linie seiner Familie seit dem Spätmittelalter ansässig war.
Wie viele seiner Familienangehörigen schlug er eine Verwaltungslaufbahn im Dienst der albertinischen Wettiner ein. Er ging an den Hof nach Dresden, wo er bis zum Rat und Amtshauptmann aufstieg.
In den Jahren von 1585 bis 1588 ließ er nach den Plänen des kurfürstlich-sächsischen Baumeisters Hans Irmisch das Schloss Frauenstein im Erzgebirge im Stil der Renaissance errichten.
Am 20. März 1588 wurde er von Kurfürst Christian I. von Sachsen zum Oberhauptmann zu Freiberg, Annaberg und Schneeberg ernannt, während gleichzeitig Christoph von Schönberg zum Berghauptmann bestallt wurde.
Die anlässlich seiner feierlichen Beisetzung 1616 vom Freiberger Pfarrer und Superintendenten Abraham Gensreff gehaltene Leichenpredigt erschien bei Georg Hoffmann in Freiberg in Druck.